# Якобея болотная
Якобея болотная (Jacobaea paludosa) — травянистое растение рода Якобея (Jacobaea) семейства Астровые (Asteraceae).

## Название
Научное латинское название рода Jacobaea, по всей видимости, дано в честь одного из двенадцати апостолов, Иакова (Иакова Зеведеева, Иакова старшего).
Научный видовой эпитет paludosa имеет значение «болотный, топкий, трясинный» и происходит от лат. palūs («болото, топь») и суффикса лат. -ōsus, образующего прилагательные от существительных. Отражает тенденцию вида селиться по влажным заболоченным участкам.
Русскоязычное родовое название является транслитерацией латинского, видовой эпитет — смысловым переводом латинского.

## Ботаническое описание
Многолетнее травянистое растение.

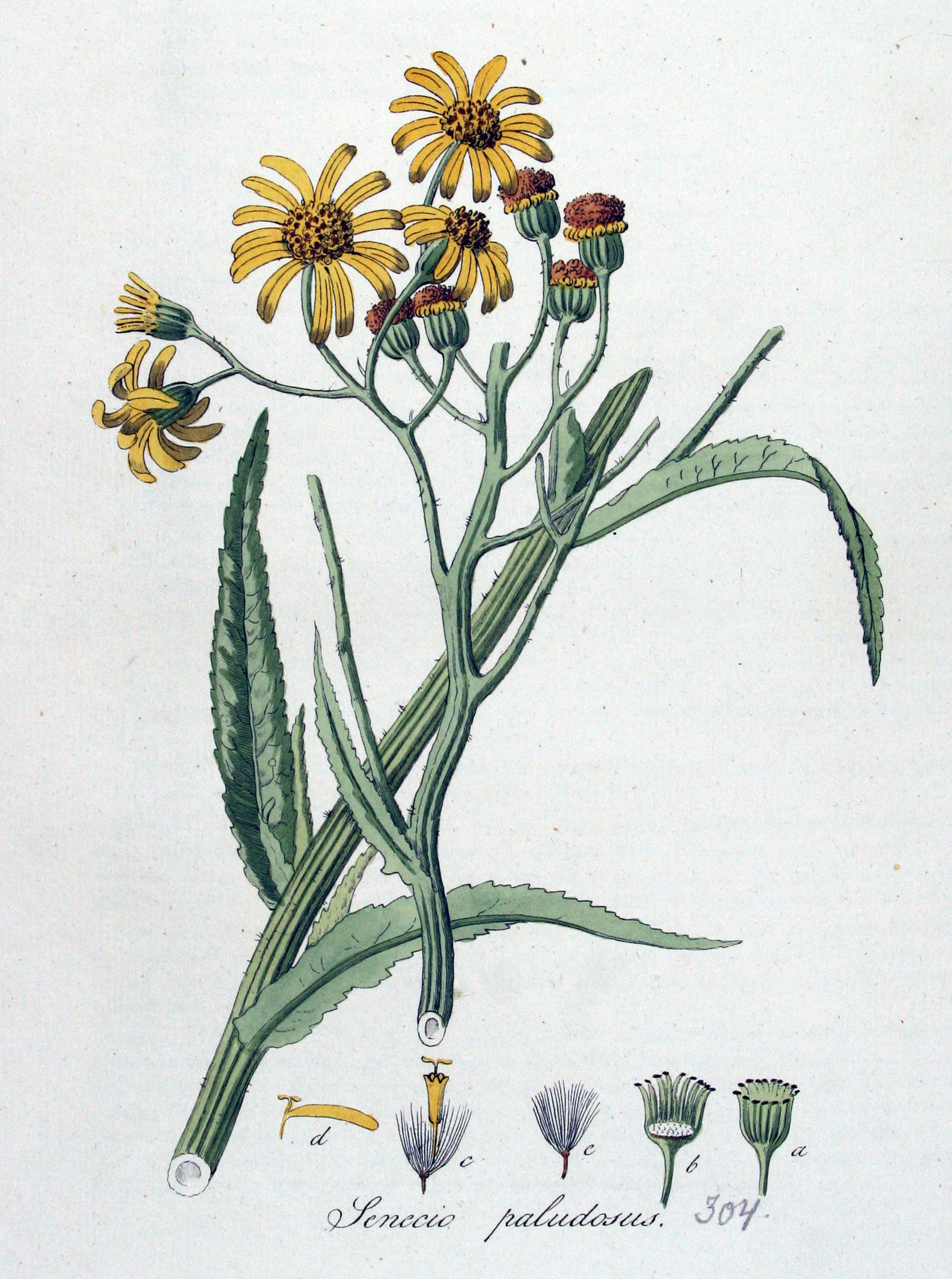

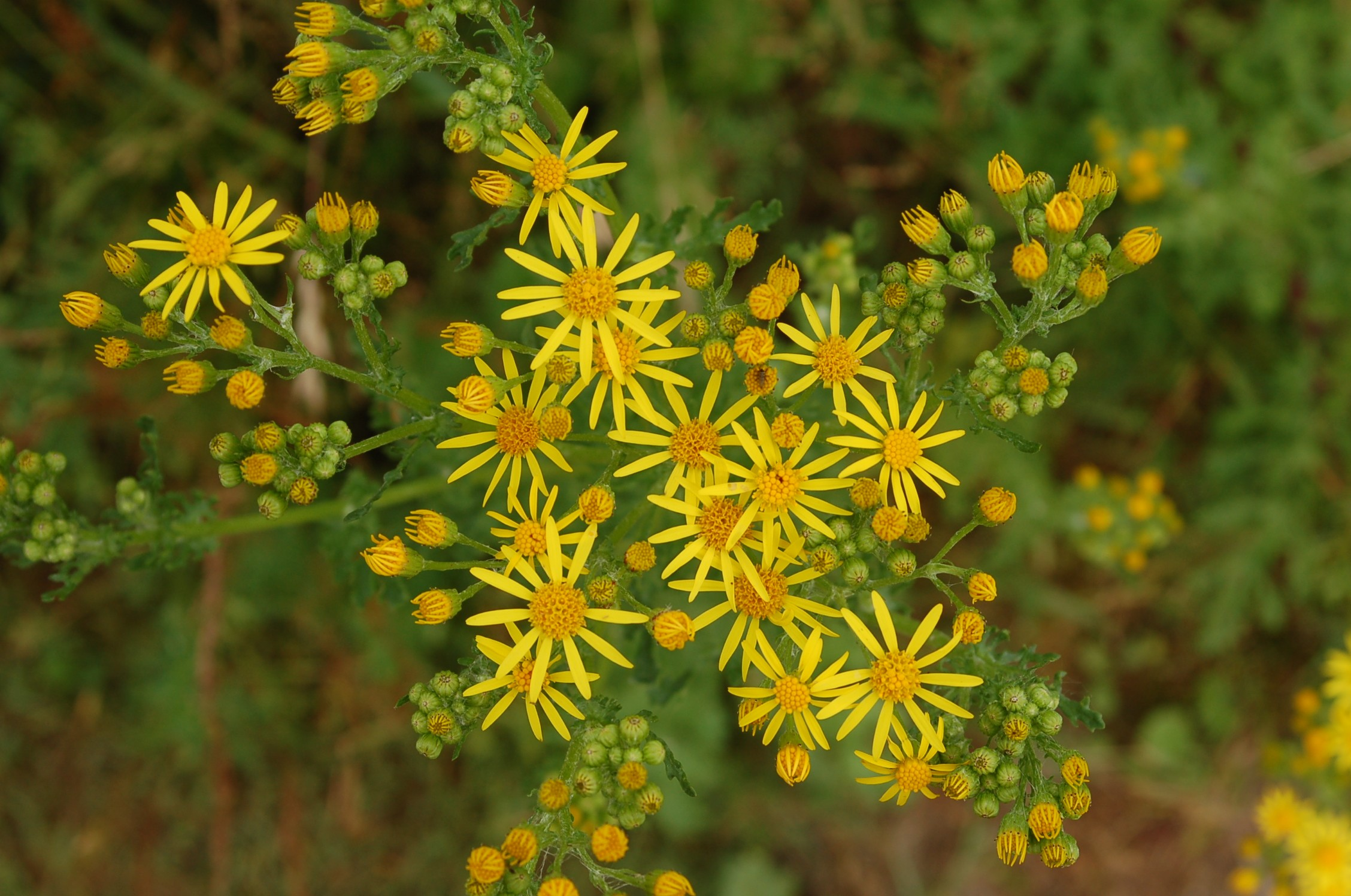
Соцветие

Корневище длинное, горизонтальное или восходящее, с мочкой длинных корней у основания стебля.
Стебли одиночные, прямые, простые, ветвящиеся только в соцветии. Голые или чуть опушенные, тонко ребристые, внутри полые, 80-200 см высотой.
Листья многочисленные. Нижние листья рано увядающие. Средние и стеблевые узко-ланцетовидные, острые, к основанию постепенно оттянутые, по краям острозубчатые, с направленными вверх зубцами. Сверху темно-зеленые и голые, снизу более светлые и покрытые рассеянными короткими волосками, 10-15 см длиной и 1-2 см шириной. Верхние листья более короткие и узкие, иногда почти цельнокрайные.
Корзинки многочисленные, образующие щитковидное соцветие вверху стебля. Цветоносы слегка паутинисто опушенные. Обертка ширококолокольчатая, 8 мм длиной и 10 мм шириной. Наружные листочки обертки в числе 8-10, линейные, обыкновенно отогнутые вниз, голые, в два раза короче внутренних. Язычковые цветки в числе 15-16, в 2-3 раза длиннее обертки, желтые или оранжево-желтые.
Семянки цилиндрические, голые, коричневатые, угловатые, 2,5-4 мм длиной.

## Распространение и экология
Скандинавия, Центральная Европа, северная часть Балкан. Европейская часть России, включая Ленинградскую область.
Предпочитает влажные места по берегам озёр и болот, рек и морей, в зарослях ивняка.

## Классификация

### Таксономия[5]
Jacobaea paludosa (L.) G.Gaertn., B.Mey. & Scherb., 1801, Oekon. Fl. Wetterau 3(1): 211
Вид Якобея болотная относится к роду Якобея семейства Астровые (Asteraceae) порядка Астроцветные (Asterales). Кладограмма в соответствии с Системой APG IV:
|  |                                      |  |                                   |                                   |                    |  | ещё 10 семейств | ещё 10 семейств |                 |  |                        |  | еще 67 подтвержденных и 27 в статусе "непроверенных" видов и инфравидовых таксонов | еще 67 подтвержденных и 27 в статусе "непроверенных" видов и инфравидовых таксонов |  |
|  |                                      |  |                                   |                                   |                    |  | ещё 10 семейств | ещё 10 семейств |                 |  |                        |  | еще 67 подтвержденных и 27 в статусе "непроверенных" видов и инфравидовых таксонов | еще 67 подтвержденных и 27 в статусе "непроверенных" видов и инфравидовых таксонов |  |
|  |                                      |  |                                   | порядок Астроцветные              |                    |  |                 |                 | род Якобея      |  |                        |  |                                                                                    |                                                                                    |  |
|  |                                      |  |                                   | порядок Астроцветные              |                    |  |                 |                 | род Якобея      |  | 3 инфравидовых таксона |  |                                                                                    |                                                                                    |  |
|  | отдел Цветковые, или Покрытосеменные |  |                                   |                                   | семейство Астровые |  |                 |                 | Якобея болотная |  |                        |  |                                                                                    |                                                                                    |  |
|  | отдел Цветковые, или Покрытосеменные |  |                                   |                                   |                    |  |                 |                 |                 |  |                        |  |                                                                                    |                                                                                    |  |
|  |                                      |  | ещё 63 порядка цветковых растений | ещё 63 порядка цветковых растений |                    |  |                 | ещё 1804 рода   | ещё 1804 рода   |  |                        |  |                                                                                    |                                                                                    |  |
|  |                                      |  |                                   | ещё 63 порядка цветковых растений |                    |  |                 |                 | ещё 1804 рода   |  |                        |  |                                                                                    |                                                                                    |  |

### Инфравидовые таксоны
- Jacobaea paludosa subsp. angustifolia  (Holub) B.Nord. & Greuter
- Jacobaea paludosa subsp. lanata  (Holub) B.Nord. & Greuter  — Якобея болотная подвид шерстистая, или Якобея татарская
- Jacobaea paludosa subsp. paludosa  (L.) G.Gaertn. & al.

### Синонимы
- Senecio paludosus f. paludosus
- Senecio paludosus subsp. bohemicus  (Tausch) Čelak.
- Senecio paludosus subsp. paludosus
- Senecio paludosus subsp. tomentosus  Čelak.
- Senecio paludosus var. paludosus